# Yvetot
Yvetot è un comune francese di 12 428 abitanti situato nel dipartimento della Senna Marittima nella regione della Normandia.

## Società

### Evoluzione demografica
Abitanti censiti